# Grypocentrus kasparyani
Grypocentrus kasparyani är en stekelart som beskrevs av Mao-Ling Sheng och Pang Xiong-fei 1996. Grypocentrus kasparyani ingår i släktet Grypocentrus och familjen brokparasitsteklar. Inga underarter finns listade i Catalogue of Life.